# × Anthrichaerophyllum loretii
× Anthrichaerophyllum loretii är en hybridart som först beskrevs av Georges Rouy och Edmond Gustav Camus, och fick sitt nu gällande namn av Paul Victor Fournier 1937. Arten är en hybrid mellan hundkäx (Anthriscum sylvestris) och guldkörvel (Chaerophyllum aureum) och förekommer i Frankrike.